# Ernst Pflugmacher
Ernst Friedrich Pflugmacher (* 1. Juli 1872 in Pechau; † 3. Juli 1948 in Magdeburg) war ein deutscher Unternehmer.
Der Bäckermeister war seit 1924 Präsident der Handwerkskammer Magdeburg und 1930–1933 Präsident des Deutschen Handwerks- und Gewerbekammertages.

## Belege
1. ↑  Standesamt Sudenburg: Sterberegister. Nr. 786/1948.

| Personendaten    | Personendaten                                     |
| ---------------- | ------------------------------------------------- |
| NAME             | Pflugmacher, Ernst                                |
| ALTERNATIVNAMEN  | Pflugmacher, Ernst Friedrich (vollständiger Name) |
| KURZBESCHREIBUNG | deutscher Unternehmer                             |
| GEBURTSDATUM     | 1. Juli 1872                                      |
| GEBURTSORT       | Pechau                                            |
| STERBEDATUM      | 3. Juli 1948                                      |
| STERBEORT        | Magdeburg                                         |